# Lyces eterusialis
Lyces eterusialis là một loài bướm đêm thuộc họ Notodontidae. Nó được tìm thấy ở các sườn núi Andes phía đông Bogotá, Colombia.